# 新潮ミステリー倶楽部
新潮ミステリー倶楽部（しんちょうミステリーくらぶ）は、新潮社が1980年代から2000年代まで刊行していたレーベル。

## 概要
文芸書の老舗出版社である新潮社が、本格的にエンターテインメント作品に進出した叢書である。版型は四六上製本で書き下ろし長編で展開されていた。新潮社主催で1996年から2000年まで全5回実施された"新潮ミステリー倶楽部賞"受賞作は、当レーベルから書籍化された。収録作品の多くはのちに文庫化されている。

## 刊行作品 (年代順)

### 1988年
10月
- 『遥かなる虎跡』景山民夫
- 『さまよえる脳髄』逢坂剛
- 『ベルリン飛行指令』佐々木譲
- 『黄金機関車を狙え』日下圭介

　12月
- 『忠臣蔵 元禄十五年の反逆』井沢元彦
- 『ブルータスは死なず』三浦浩
- 『あなたの知らないあなたの部屋』青柳友子

### 1989年
2月
- 『切断』黒川博行
- 『白い手の錬金術』本岡類

　5月
- 『鳥人計画』東野圭吾
- 『土俵を走る殺意』小杉健治

　7月
- 『完全犯罪研究室』由良三郎
- 『赤い旅券(パスポート)』井上淳

　10月
- 『エトロフ発緊急電』佐々木譲
- 『クラインの壺 』岡嶋二人
- 『軍艦島に進路をとれ』保田由雄
- 『傷だらけの銃弾』楢山芙二夫

### 1990年
3月
- 『北緯50度に消ゆ』高橋義夫
- 『ヒポクラテスの暗号』山崎光夫

　9月
- 『K(ケイ)』久松淳
- 『霧越邸殺人事件』綾辻行人
- 『レベル7 (セブン) 』宮部みゆき

　12月
- 『クリスマス黙示録』多島斗志之
- 『行きずりの街』志水辰夫

### 1991年
4月
- 『熱帯夜』山崎洋子

　8月
- 『神の火』髙村薫

### 1992年
1月
- 『ダレカガナカニイル…』井上夢人

　10月
- 『リヴィエラを撃て』高村薫

　12月
- 『白公館の少女』伴野朗

### 1993年
1月
- 『夜ごとの闇の奥底で』小池真理子
- 『異人たちの館』折原一
- 『真冬の誘拐者』本岡類

　5月
- 『臓器農場』帚木蓬生

　12月
- 『百万ドルの幻聴(メロディ)』斎藤純

### 1994年
10月
- 『ストックホルムの密使』佐々木譲
- 『火天風神』若竹七海

　11月
- 『鋼鉄の騎士 』藤田宜永

### 1995年
5月
- 『蝦夷地別件』(上下巻) 船戸与一

　6月
- 『僕を殺した女』北川歩実

　9月
- 『ホワイトアウト 』真保裕一

　11月
- 『家族狩り』天童荒太

### 1996年
1月
- 『海は涸いていた』白川道

　3月
- 『硝子のドレス』北川歩実

　4月
- 『凍える牙』乃南アサ

　6月
- 『髑髏は長い河を下る』森山清隆

　8月
- 『神の火』(新版)[1] 高村薫

### 1997年
1月
- 『枯れ蔵』永井するみ "第1回新潮ミステリー倶楽部賞"受賞

　3月
- 『疫病神』黒川博行

　7月
- 『エルミタージュの鼠』熊谷独

　8月
- 『猿の証言』北川歩実

　12月
- 『ワシントン封印工作』佐々木譲

### 1998年
1月
- 『骸の誘惑』雨宮町子 "第2回新潮ミステリー倶楽部賞"受賞

4月
- 『樹縛』永井するみ

7月
- 『さらばスティーヴンソン』森山清隆

8月
- 『夜は罠をしかける』加治将一

### 1999年
1月
- 『闇の楽園』戸梶圭太 "第3回新潮ミステリー倶楽部賞"受賞
- 『紫の悪魔』響堂新 "第3回新潮ミステリー倶楽部賞島田荘司特別賞"受賞
- 『愛こそすべて、と愚か者は言った』沢木冬吾 "第3回新潮ミステリー倶楽部賞高見浩特別賞"受賞

5月
- 『血ダルマ熱』響堂新

6月
- 『そして二人だけになった』森博嗣

9月
- 『煉獄回廊』野崎六助

11月
- 『溺れる魚』戸梶圭太

### 2000年
1月
- 『栄光一途』雫井脩介 "第4回新潮ミステリー倶楽部賞"受賞

8月
- 『大いなる聴衆』永井するみ

10月
- 『鎖』乃南アサ

12月
- 『オーデュボンの祈り』伊坂幸太郎 "第5回新潮ミステリー倶楽部賞"受賞

### 2001年
8月
- 『眩暈を愛して夢を見よ』小川勝己

10月
- 『未確認家族』戸梶圭太

### 2002年
7月
- 『ラッシュライフ』伊坂幸太郎

8月
- 『百人一首 一千年の冥宮』湯川薫

10月
- 『撓田村事件―iの遠近法的倒錯』小川勝己

## 未刊行の作家
カバー折り返し部分は既刊リストになっており、刊行予定作家として笠井潔、島田荘司、法月綸太郎の三氏が予告されていた。笠井は『鏡の国の殺人』と仮題も記載されている。